# 384
384 (CCCLXXXIV) je bilo prestopno leto, ki se je po julijanskem koledarju začelo na ponedeljek.

## Dogodki
- 1. januar

## Rojstva
- 9. september - Honorij, cesar Zahodnega rimskega cesarstva († 423)